# Novalja

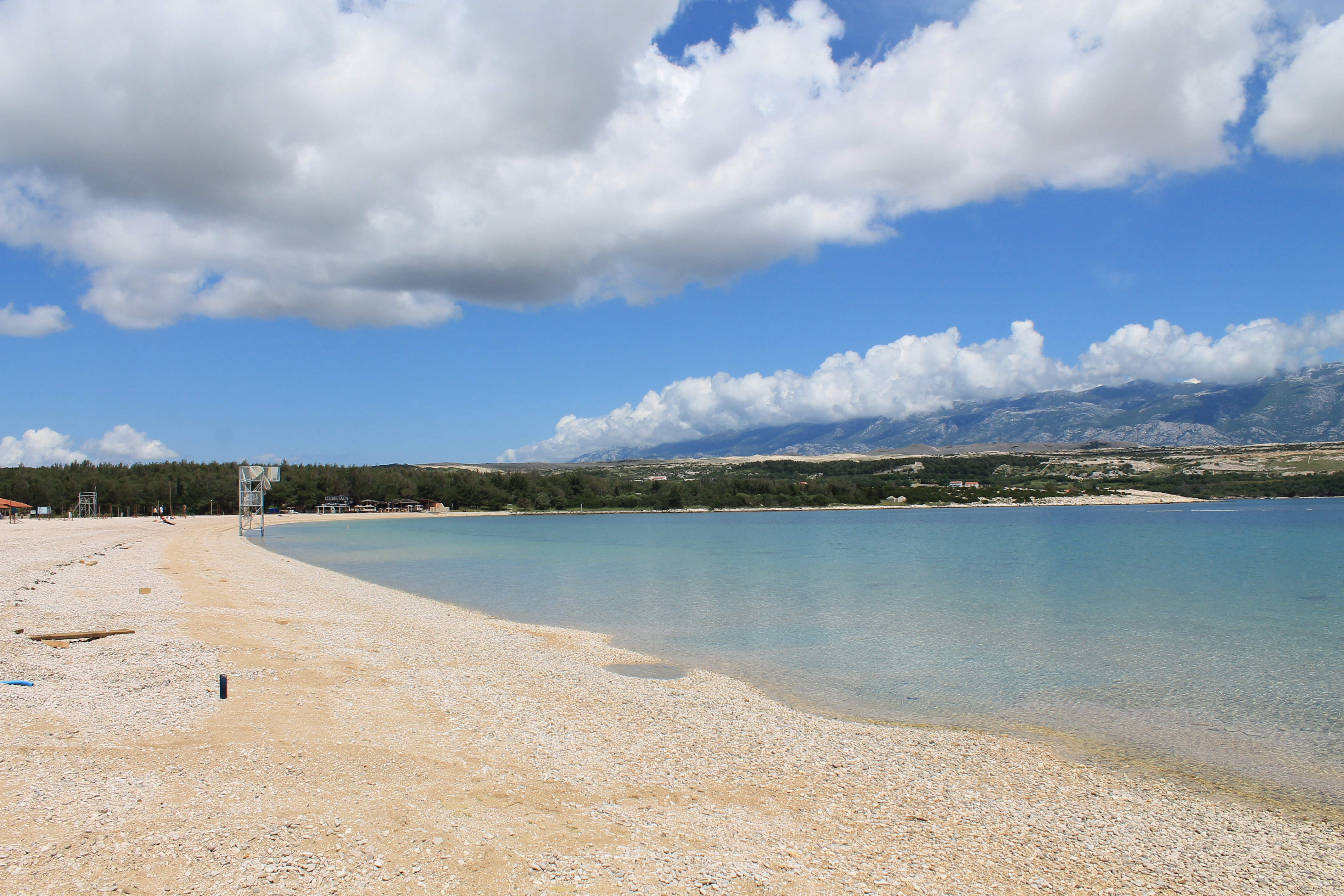
Pláž Zrće v Novalji

Novalja (italsky Novaglia) je město a přímořské letovisko v Chorvatsku v Licko-senjské župě. Nachází se na severozápadě ostrova Pag a po městě Pag je druhým největším městem na ostrově. Je též největším městem na části Pagu připadající Licko-senjské župě. V roce 2001 žilo ve městě 2 078 obyvatel, v celé opčině pak 3 335 obyvatel.
Kromě hlavního města Novalja připadají k opčině i vesnice Caska, Gajac, Kustići, Lun, Metajna, Potočnica, Stara Novalja, Vidalići a Zubovići.
Novalja je známá především díky své pláži Zrće, která získala modrou vlajku a je známá po celé Evropě díky diskotékám, které se zde často pořádají. Mezi sporty zde patří vodní lyžování, wakeboarding, bungee jumping či jízda na vodním skútru.